# Белорусско-пакистанские отношения
Белорусско-пакистанские отношения — двусторонние отношения между Беларусью и Пакистаном. Пакистан был одной из первых стран, признавших Беларусь после распада Советского Союза в 1991 году. С тех пор Пакистан и Беларусь поддерживают отношения.
Президент Беларуси Александр Лукашенко посещал Пакистан 29 мая 2015 года и 4 октября 2016 года. В ходе своего визита он провел встречи с Мамнуном Хусейном и Навазом Шарифом, а между странами был подписан ряд важных соглашений и меморандумов о взаимопонимании.
Беларусь высоко оценила роль и усилия Пакистана в обеспечении мира и стабильности в мире посредством борьбы с терроризмом и предложила свою помощь в этой борьбе.
11 августа 2015 года премьер-министр Пакистана посетил Беларусь с двухдневным государственным визитом.
Премьер-министр Пакистана Имран Хан встретился с президентом Лукашенко на саммите Шанхайской организации сотрудничества, прошедшем в Бишкеке 14 июня 2019 года. Оба главы государства согласились проводить больше политических обменов и расширять экономическое, торговое и инвестиционное сотрудничество.
Пакистан и Беларусь подписали ряд соглашений и меморандумов о взаимопонимании для укрепления своих многогранных связей, особенно в сферах торговли, коммерции, образования и культуры.
Пакистан имеет посольство в Минске, у Беларуси есть посольство в Исламабаде.
Обе страны являются членами ШОС.

## Экономические связи
Динамика внешней торговли в 2011—2019 годах (млн долларов):
Пакистан и Беларусь создали совместные предприятия в текстильной, фармацевтической и светотехнической отраслях, делясь друг с другом технологическим опытом.
В 2014 году Пакистан экспортировал в Беларусь товаров на сумму 15,23 миллиона долларов, из которых 36% составлял рис, 9,27% легкий чистый хлопок, 10,03% полимеры стирола, 7,43% пищевые продукты, 4,48% кожаная одежда и 4% цитрусовые.
Импорт Пакистана из Беларуси составил 42,65 млн. долларов США и в основном состоял из тракторов (62,04%), искусственной нити (13,01%) и резиновых шин (8,06%).